# キロロのちょっとコアな歌あつめました
『キロロのちょっとコアな歌あつめました』（キロロのちょっとコアなうたあつめました）は、リクエスト企画の16位以下のデータを元に編集された、KiroroのiTunes配信限定ベストアルバム。2006年6月7日発売。

## 収録曲
1. 僕らはヒーロー
作詞・作曲：玉城千春
1stアルバム『長い間 〜キロロの森〜』にも収録されている。
2. すてきだね
作詞：玉城千春・冨着若菜・作曲：玉城千春
1997年にリリースされた自身のインディーズシングル。
3. 愛の向こう
作詞・作曲：Chiharu Tamashiro
4. 結婚しようね
作詞・作曲：玉城千春
2ndアルバム『好きな人〜キロロの空〜』にも収録されている。
5. フォトグラフ
作詞・作曲：玉城千春
6. やさしさに包まれて
作詞・作曲：金城綾乃
6thアルバム『Wonderful Days』にも収録されている。
7. 忘れないで〜Live at OKINAWA ’05〜 
作詞・作曲：玉城千春
16thシングル。
8. 逃がさないで
作詞･作曲：玉城千春
1997年4月にリリースされたインディーズシングル。
9. ウソツキ
作詞・作曲：玉城千春
1枚目のベストアルバム『Kiroroのうた①』にも収録されている。
10. 月の夜
作詞・作曲：玉城千春
『Kiroroのうた①』にも収録されている
11. 紅芋娘
作詞・作曲：玉城千春
2枚目のミニアルバム『帰る場所』にも収録されている。
12. 春の風
作詞・作曲：玉城千春
13. ちょきん
作詞・作曲：玉城千春
14. キセキ
作詞･作曲：玉城千春
3rdシングル『冬のうた』c/w曲。
2ndアルバム『好きな人〜キロロの空〜』にも収録されている。
15. ずっと忘れない
作詞・作曲：金城綾乃
16. 好きって気持ち
作詞：玉城千春・作曲：Kiroro
3枚目のベストアルバムにも収録されている
17. 一番の願い
作詞・作曲：玉城千春
6枚目のミニアルバムにも収録されている。
18. 未来へ〜2006MIX〜 
作詞・作曲：玉城千春
配信限定シングルにも収録されている。